# اچ‌ام‌اس گنات (تی۶۰)
اچ‌ام‌اس گنات (تی۶۰) (به انگلیسی: HMS Gnat (T60)) یک کشتی بود. این کشتی در سال ۱۹۱۵ ساخته شد.